# Pozzo sacro di Gutturu Caddi

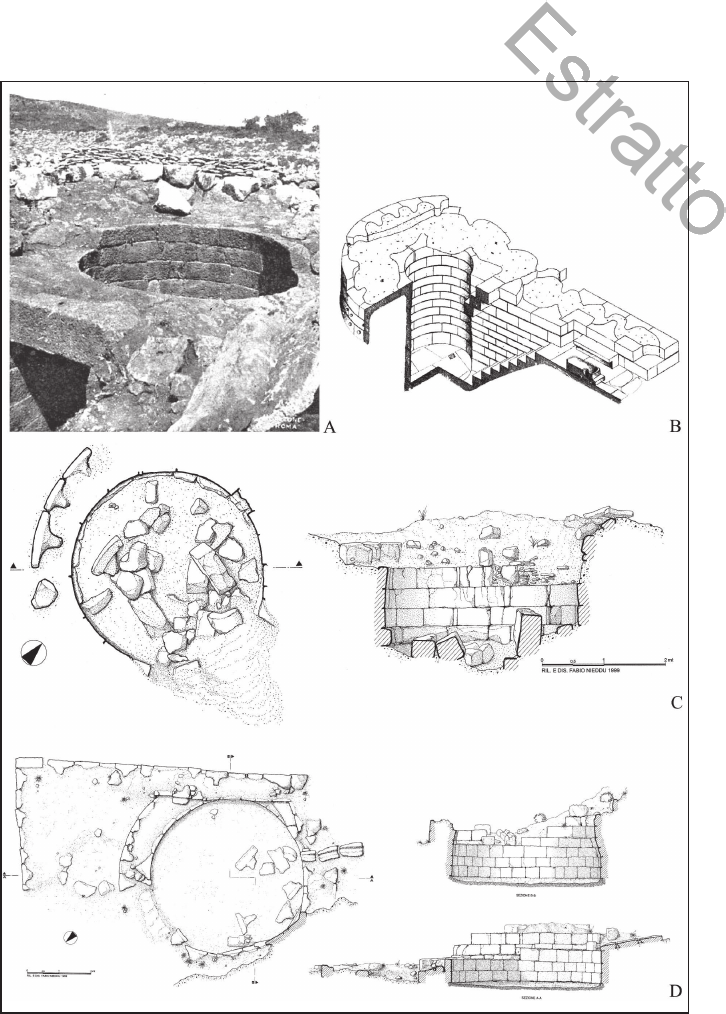
A. Serri, Santa Vittoria (da Taramelli 1914); B Perfugas, Predio Canopoli (da Campus, Pitzalis 2012); C, Guasila Gutturu Caddi (da Nieddu 2008); D, Siligo S.Antonio (da Nieddu 2008)

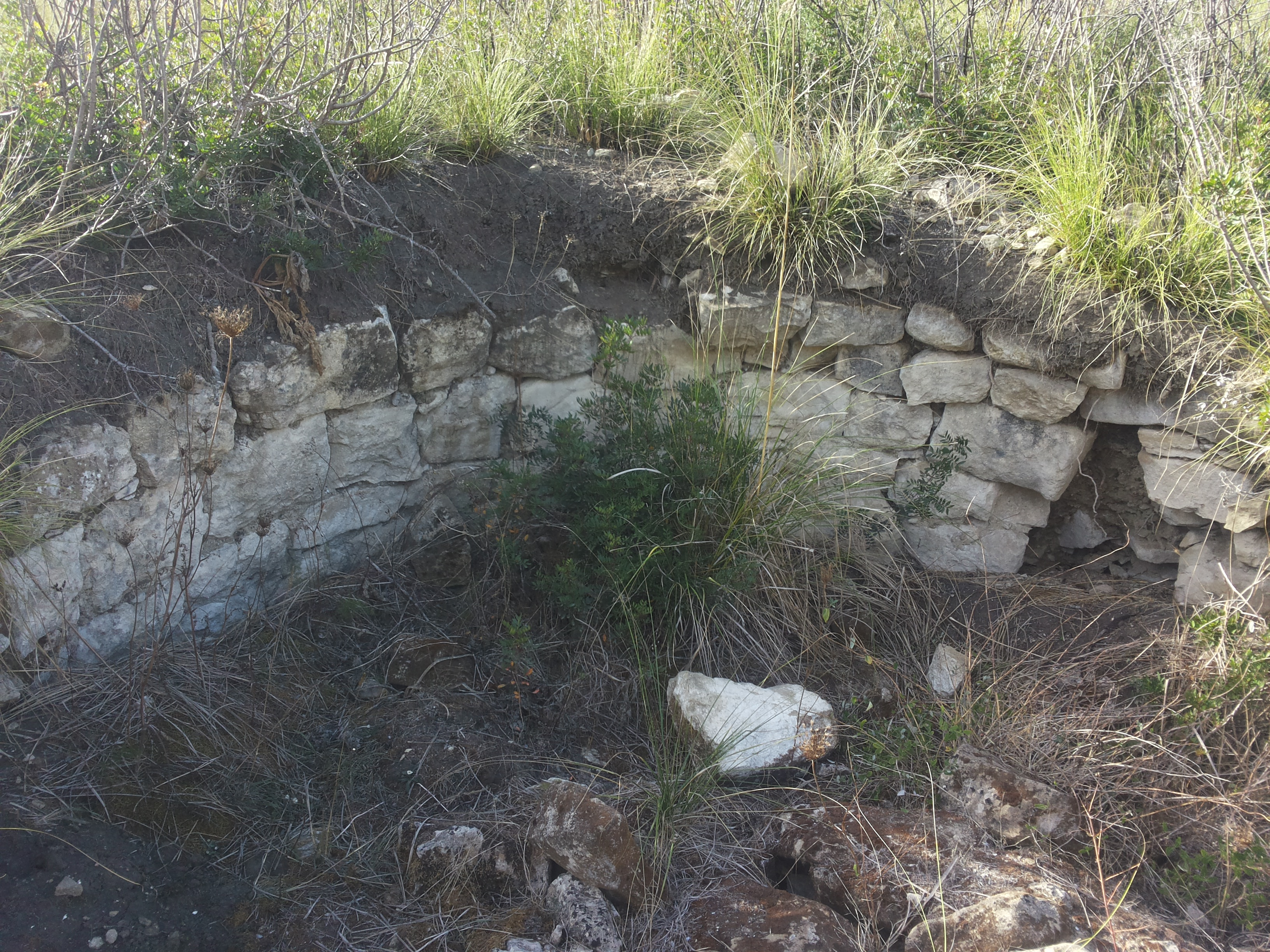
Pozzo sacro Gutturu Caddi Guasila.jpg

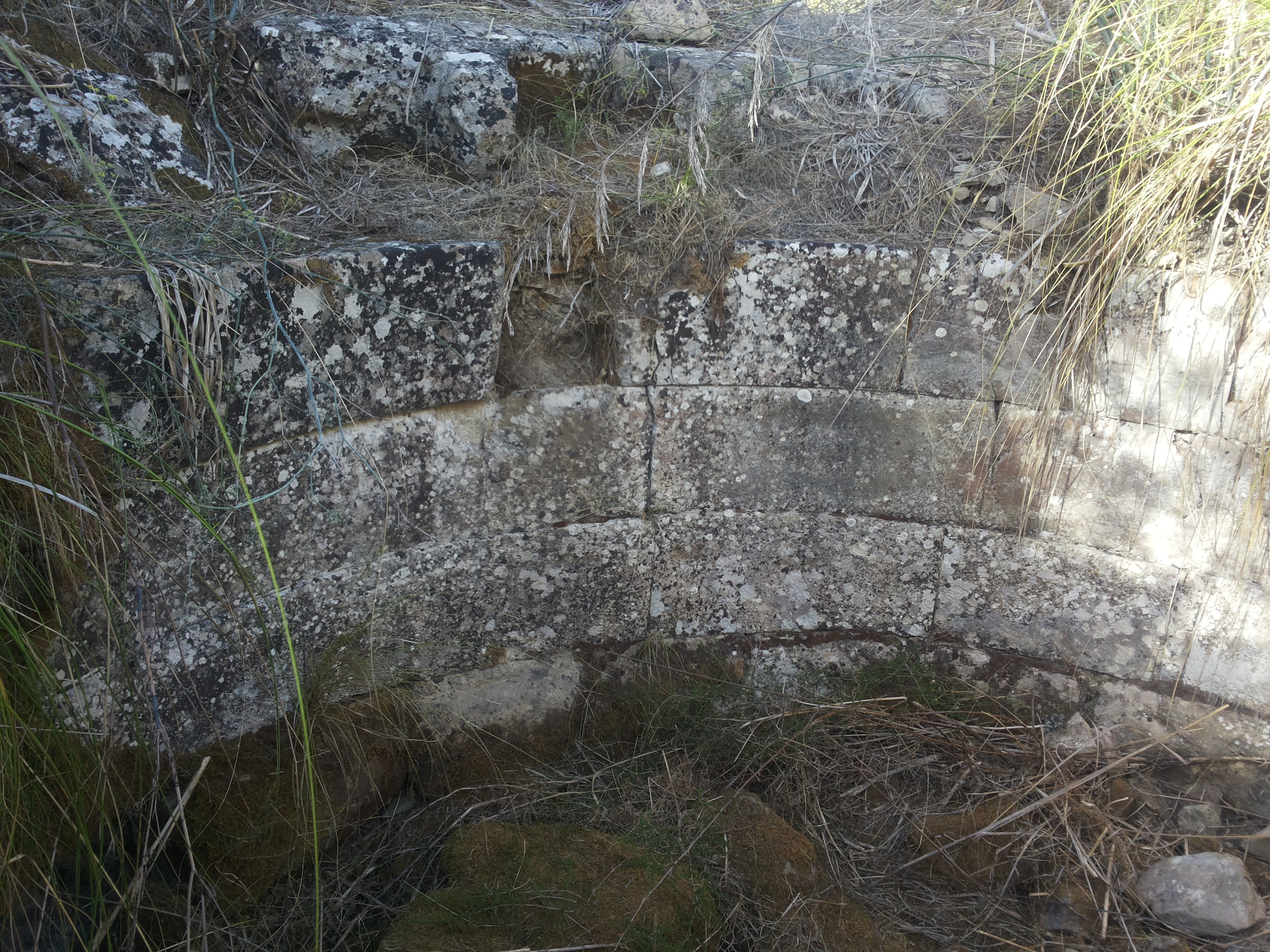
pozzo sacro Gutturu Caddi Guasila sez isodoma

Il Pozzo sacro nuragico di Gutturu Caddi (o pozzo sacro di Riu di Saliu o Riu Sabiu) è una struttura isodoma riferibile alle architetture nuragiche per il culto delle acque sviluppatesi in Sardegna, e che trovano loro massima espressione durante la prima Età del ferro.
Il pozzo sacro nuragico, assieme al Nuraghe e alla Tomba dei giganti, è ritenuto tra le opere più elaborate, esempio di maestria costruttiva isolana e testimonianza del profondo bisogno di spiritualità e religione delle genti sarde durante la civiltà nuragica.

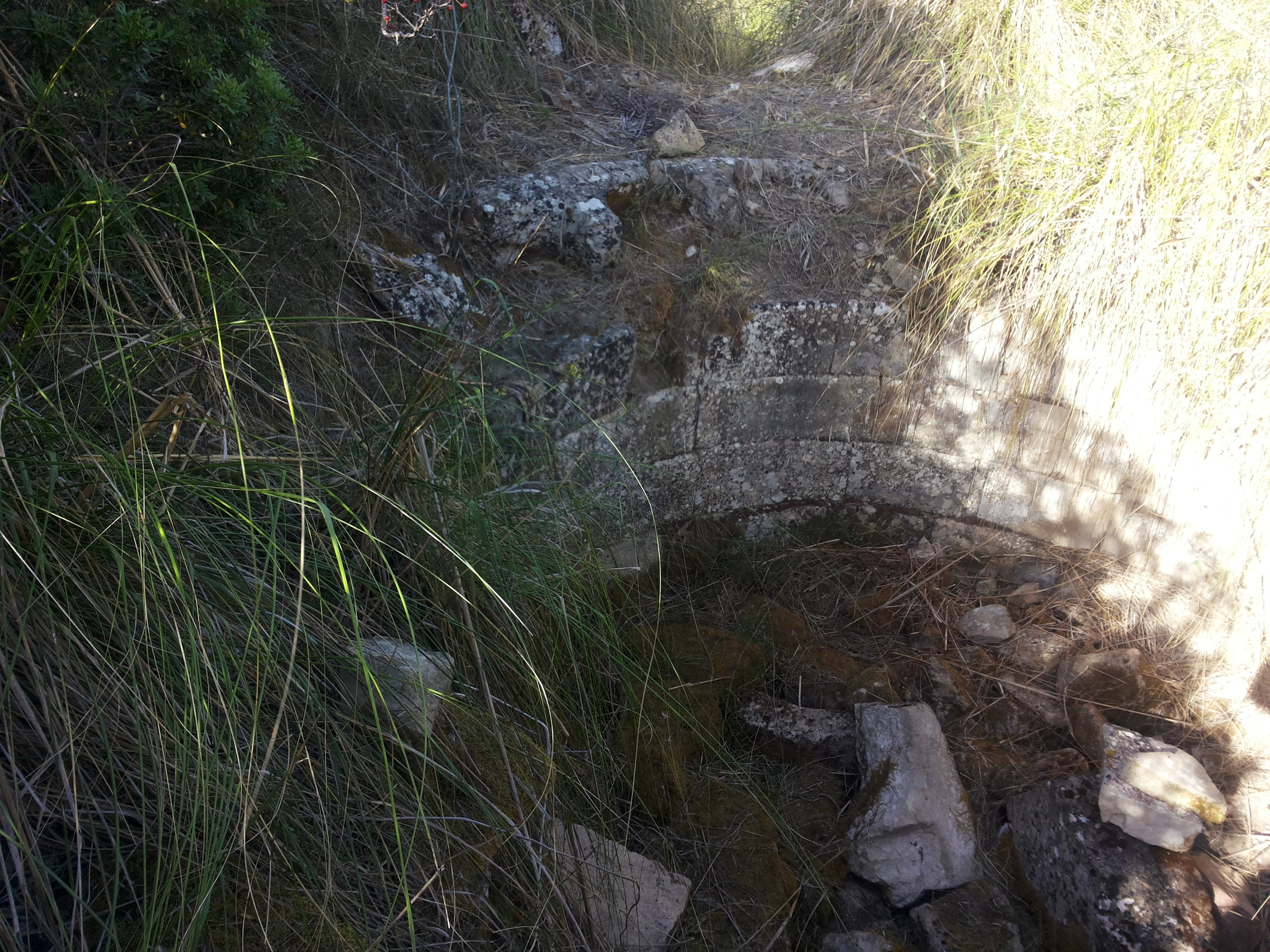
Pozzo nuragico Gutturu Caddi Guasila

Ubicato a circa 8 km a nord dell'abitato di Guasila, in Provincia di Cagliari, sorge a quota 213 metri sul fondo di un canalone marginato da ripidi pendii e solcato dal modesto torrente stagionale denominato Riu Saliu. Il pozzo è parte di un abitato nuragico che comprende anche i resti di un secondo probabile pozzo, di alcune capanne e di un edificio a pianta rettangolare.
A 250 metri a nord/nord-est e con una quota di 307 metri, si sviluppa con una probabile relazione insediativa, il nuraghe complesso Accas (o Baccas).
Del pozzo, a pianta circolare (esterno m 4,70; interno m 3,10; altezza massima residua dal fondo m1,32), con muro a doppio paramento in opera isodoma in arenaria locale, si conserva la parete  interna per un massimo di quattro filari del vano dell'acqua e tre conci a T del paramento esterno sul lato Ovest.
Nel filare inferiore, impostato direttamente sulla roccia naturale e raggiunto da scavi clandestini, è visibile la risega di fondazione che consente di ipotizzare la presenza di una conca raccolta acque scavato nella roccia stessa e oggi non visibile per la presenza di materiale di crollo e terriccio.
Per il cattivo stato del sito e le manomissioni degli scavi clandestini, allo stato attuale, è impossibile verificare la presenza di un vano scala presente invece in altri edifici votivi similari dell'isola.
Nonostante la scarsità di rilievi possibili e la totale assenza di indagini sul campo, l'architettura di Gutturu Caddi a Guasila mostra strette analogie con soluzioni tecnico-costruttive connesse con l'acqua e il suo approvvigionamento, quali il pozzo sacro di Predio Canopoli di Perfugas, il Santuario nuragico di monte Sant'Antonio di Siligo e il Santuario nuragico di Santa Vittoria di Serri.